# 柴油機車

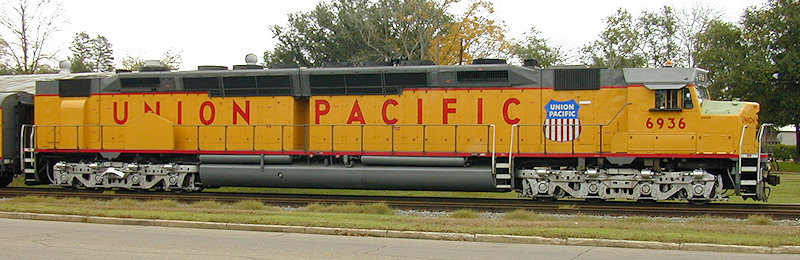
世界最大的量產柴油機車EMD DD40AX

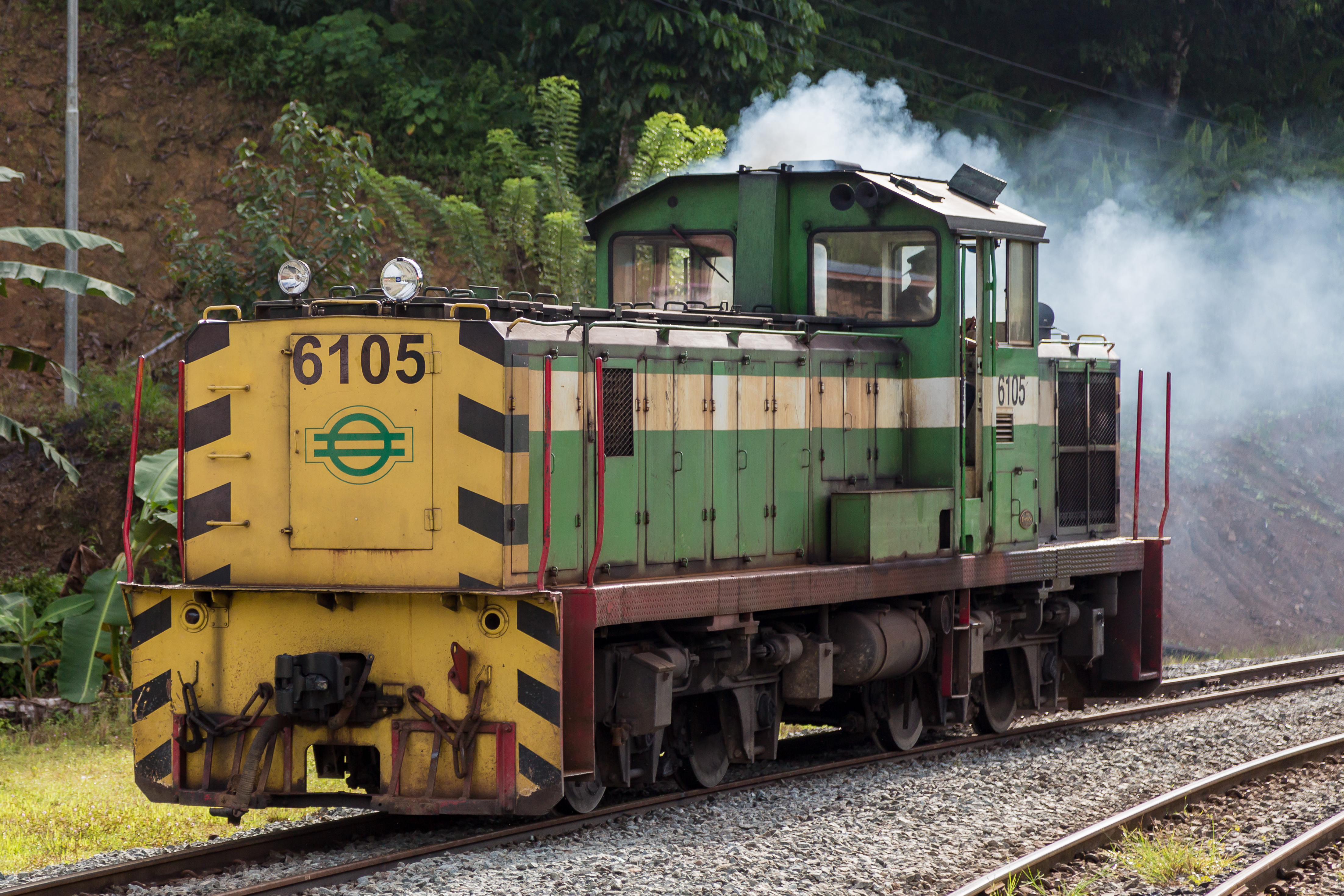
马来西亚沙巴州铁路的6105号柴油机车

柴油機車（英語：diesel locomotive）是指以柴油发动机为動力來源，并通过传动装置驱动车轮的鐵路機車。於20世紀中期開始各地鐵路廣泛使用。這些機車的功率輸出和效率比蒸汽機車高，自20世紀中開始在世界大部份地方成為主要鐵路機車種類，柴油機車可以直接取代蒸汽機車，不像電力機車必須依賴其他的電力傳送設施，如架空電纜或第三軌。柴油机车可按用途分类为货运机车、客运机车、调车机车、厂矿机车和内燃动车组。自1950年代起，鐵路電氣化开始普遍应用，随着技术进步，電力機車在牵引力、加速力、爬坡能力和最高速度上逐漸超越柴油機車，因此現時柴油機車多在一些缺乏電氣化的鐵路區段行走。
蘇聯的TEP80型是柴油机车的世界速度紀錄保持者。它的最高速度是時速271公里/小時。

## 历史

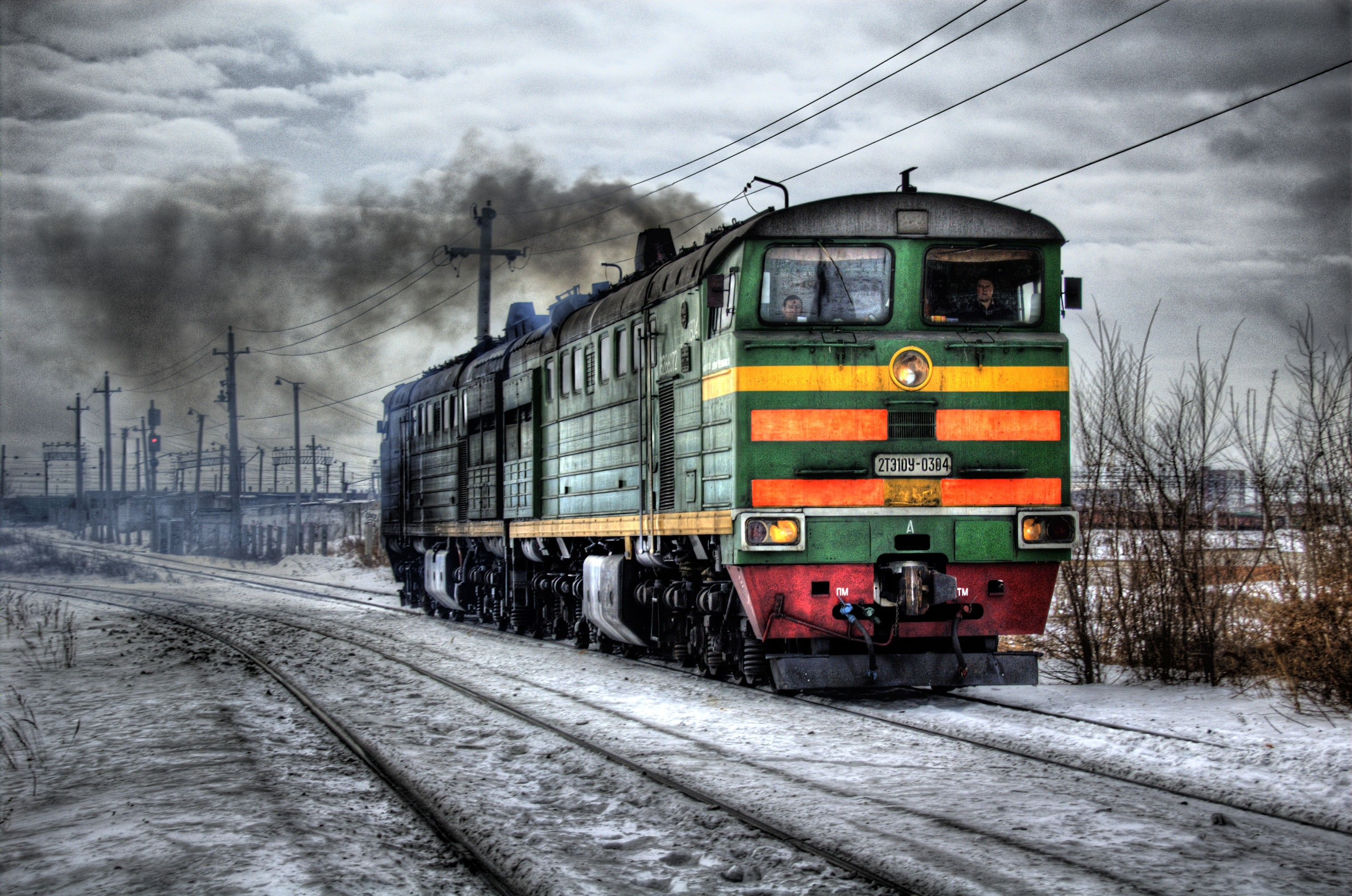
俄羅斯2TE10U

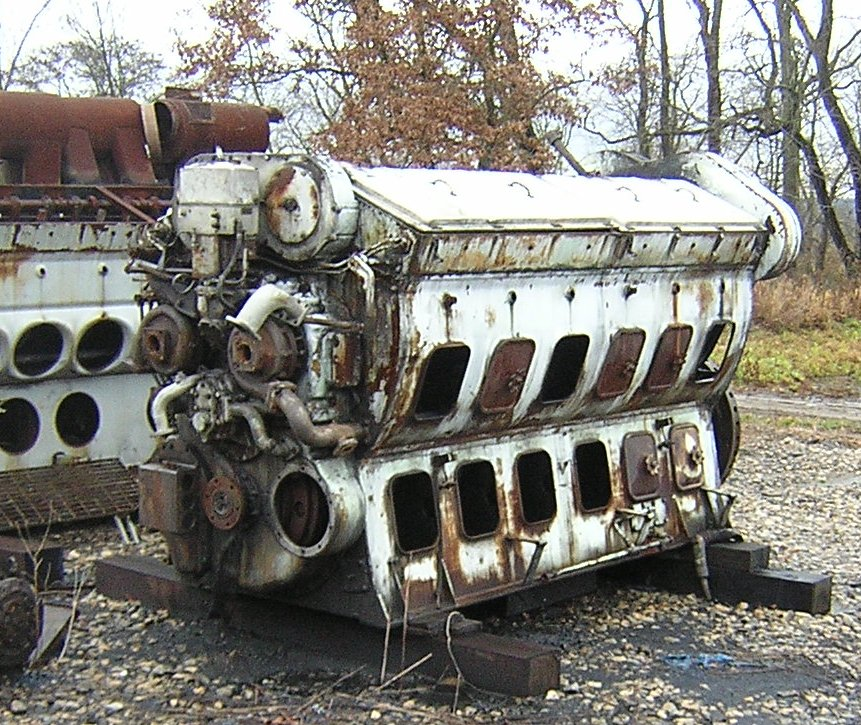
通用動力1938-1966年間生產的EMD 567十二汽缸柴油機

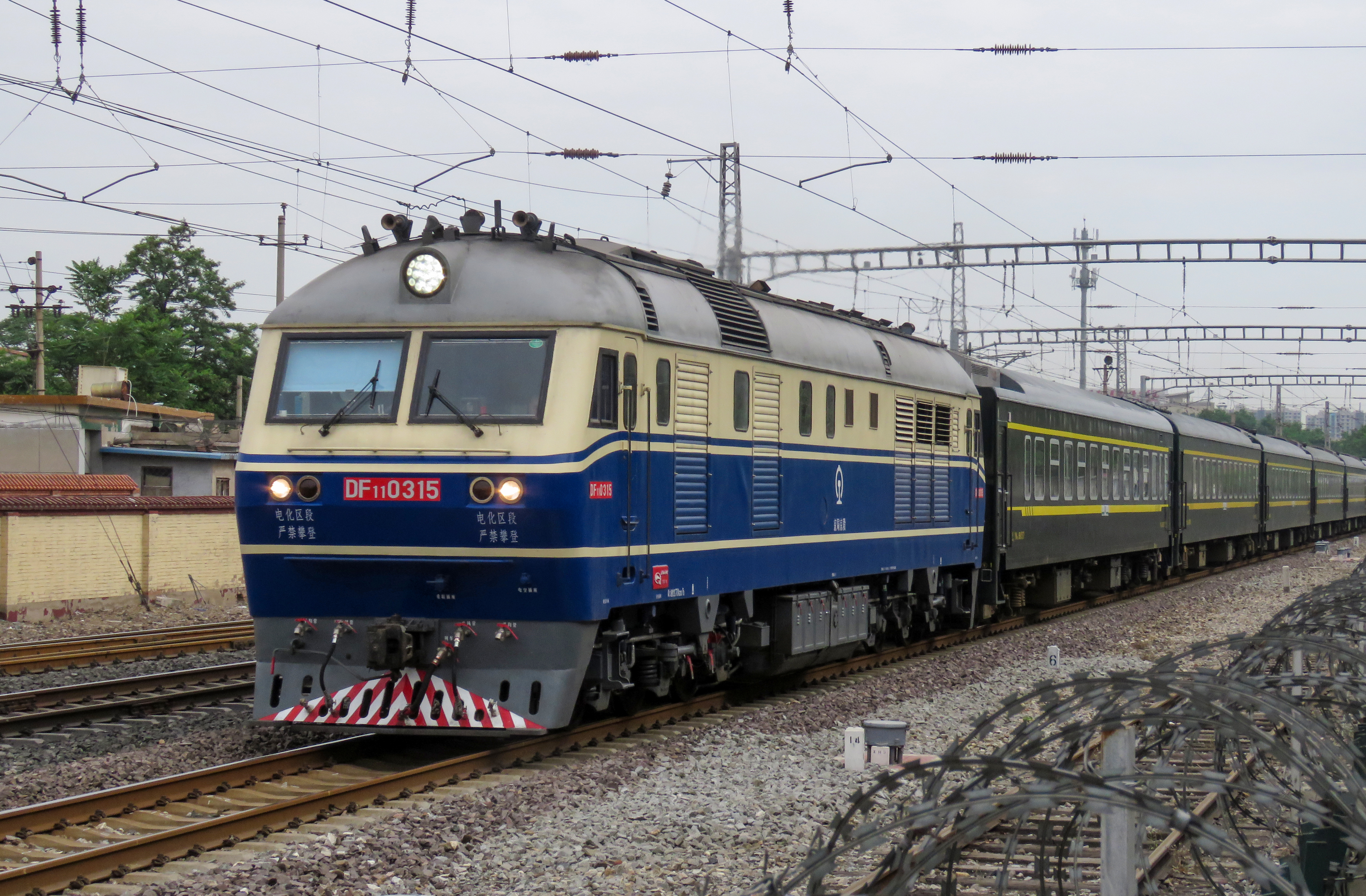
中国东风11型柴油机车

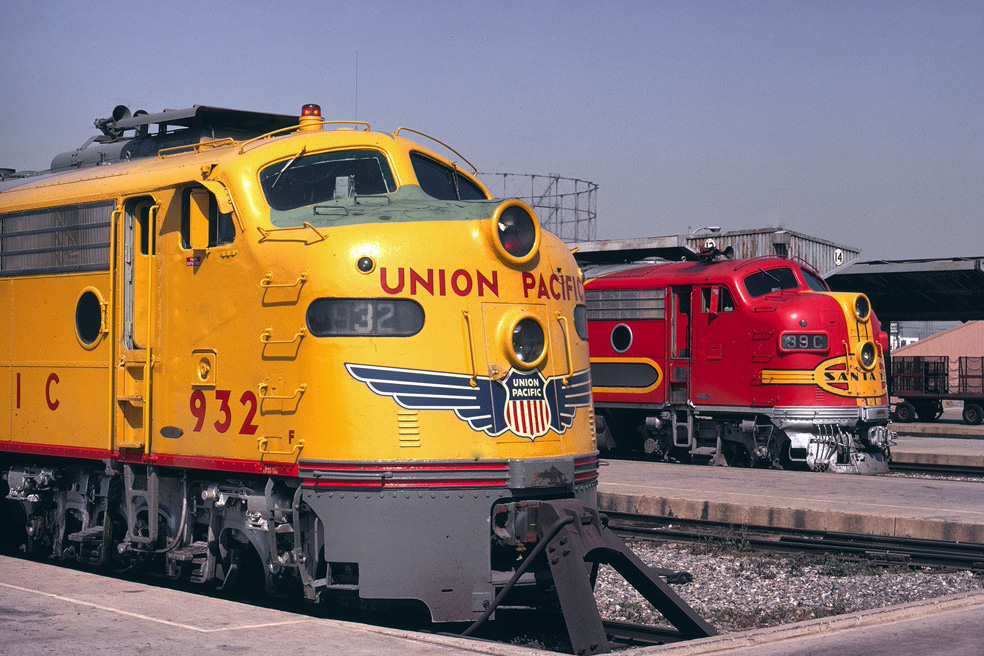
通用動力EMD E8型（1949年製）

1892年，德国工程师鲁道夫·狄塞尔（Rudolf Diesel）基于热力学中的卡诺循环，设想将吸入气缸的空气高度压缩，使其温度超过燃料的自燃温度，再用高压空气将燃料吹入气缸并使之燃烧做功，这有别于煤气或汽油发动机吸入燃气混合气点燃做功的方式。根据这一原理，狄塞尔发明了采用柴油作为燃料的压缩点火式内燃机，也就是世界上第一台柴油机，并用自己的名称为这种发动机命名。功率大、效率高的柴油机自然成为车辆的理想动力来源，但当时柴油机刚刚起步，技术远未成熟，将体积、重量庞大的柴油机置于铁路车辆上无疑遇到相当的技术困难。1896年，英国工程师赫伯特·史塔特为英国伍利奇的皇家军工厂（Royal Arsenal）设计制造了一种使用热球式内燃机、以柴油为燃料的铁路机车，但由于设计和技术上的缺陷，其发动机功率效率比很低，被称为“準内燃机”（semi-diesel）。但另一方面这台机车的出现无疑是迈向柴油机车的重要一步。
随着狄塞尔的柴油发动机专利保护在1912年终止，这种发动机的优势很快发挥出来，被广泛应用于船舶推进和静止设备，然而早期柴油机重量大、功率重量比低的问题仍然没有得到有效解决，当时的柴油机确实存在着不少缺陷，其中最大的问题就是重量。由于柴油机汽缸压力比汽油机高很多，因而柴油机的缸体强度、体积比汽油机大得多，同时早期的柴油机使用的空气压缩机体积也非常巨大，使得柴油机整体上十分笨重。这对应用于陆地上的汽车、铁路构成一定阻碍，因此柴油发动机作为铁路机车动力来源的潜力当时并没有得到重视。
1906年，狄塞尔和德国铁路工程师阿道夫·克劳茨、瑞士一家发动机制造商格林·苏尔寿并肩合作，三方合股，成立了狄塞尔-苏尔寿-克劳茨有限公司（Diesel-Sulzer-Klose GmbH），专门设计生产铁路柴油机车。格林·苏尔寿发动机厂除了生产传统的蒸汽机，也在1898年开始生产柴油机。普鲁士国家铁路于1909年向狄塞尔-苏尔寿-克劳茨公司订购了一台柴油机车作为试验，经过3年时间的研究，世界上首台真正意义上的柴油机车于1912年的瑞士诞生。这台柴油机车重量为95吨，功率为883千瓦，最高速度100公里/小时。当年夏季这台机车在瑞士的温特图尔至罗曼斯霍恩（Romanshorn）的铁路首次亮相，经过短暂的试运行后于1912年9月交付德意志帝国使用。在1913年的试运行期间又相继发现一些问题和故障，德国和瑞士工程师也不断进行技术改进。但由于第一次世界大战在1914年爆发，进一步的试验亦告终止。
而在大洋彼岸的美国，美国啤酒制造商安海斯-布希合伙创办人之一的阿道弗斯·布希，在1898年买下了在美国生产柴油发动机的授权，虽然在20世纪初期曾经有将柴油机用于铁路轨道车的记录，但美国并没有广泛运用这种新兴动力来源于交通运输。美国通用电气公司在20世纪初涉足铁路轨道车市场，而作为通用电气创始人之一的托马斯·爱迪生也于1880年进行了电力轨道车的实验，通用电气公司于1895年首次推出了电力机车原型车。然而，高成本的电气化费用令通用电气公司将其注意力转移到柴油机上，构想出一种采用柴油发动机发电、向牵引电动机供电的“电动”轨道车，也就是后来的电传动柴油机车。但一开始研制就遇上技术困难，由于采用了哈利·沃德·伦纳德发明的直流发电机、电动机变速控制系统，导致柴油机和电动机协调性欠佳。至1914年，研制出现了重大技术突破，一位通用电气工程师赫尔曼·莱帕发明了一种可靠的直流电力控制系统并申报了专利。该控制系统将内燃发动机调节器与发电机和牵引电动机自动耦合，内燃电传动机车上就无需由第三者来人工调节发动机。这个系统的意义在于解决了电传动柴油机车的控制协调问题，并成为以后电传动柴油机车控制系统的始祖。
1917年，通用电气利用莱帕的控制系统，试制了一台实验性电力传动柴油机车，也是美国第一台电传动柴油机车。1923年，纽约市通过了考夫曼法案，禁止污染严重的蒸汽机车进入纽约市的范围。这项法案的目的是将纽约市内所有高运输量的铁路进行电气化改造，然而将低运输量地区的铁路电气化并不划算。为此纽约市请求英格索兰公司研制一种调车用柴油机车，即“Boxcab”，采用了通用电气的发动机、牵引电动机及控制系统，机车功率220千瓦，并于1925年7月交付。这种机车的实际运用显示，在当时铁路电气化成本非常高的情况下，柴油机车是十分经济的选择。1920年代中期，美国鲍德温机车厂也设计生产了一种电传动柴油机车的原型车，采用西屋电气公司（Westinghouse Electric）的电器设备，主要运用于难以运行蒸汽机车的路段，例如缺水、缺煤的地方。在这个时候，柴油机车进入实用阶段，其性能优势逐渐显现。1929年，加拿大国家铁路向西屋电气订购了两台柴油机车，成为北美首家将柴油机车运用于铁路干线的铁路公司。另一方面，柴油机车开始在调车机车范畴广泛使用，通用电气公司在1930年代生产了一系列小型调车柴油机车，西屋电气公司及鲍德温机车厂也在1929年开始生产调车柴油机车。但由于不久之后的经济大萧条，西屋电气后来停产机车，转而提供机车的电气部件。与传统的蒸汽机车相比，柴油机车动力强大，没有煤烟污染，而且维护要相对容易。在1930年代的北美大陆，电传动柴油机车迅速成为铁路干线上的主力，正式展开了由蒸汽机车到柴油机车的过度阶段，并出现了一些由单机功率900～1000千瓦柴油机车多节重联连挂组成的干线柴油机车，例如易安迪（EMD）于1939年研制成功的FT型柴油机车。
而在欧洲方面，德国的克劳斯-玛菲公司、奥格斯堡-纽伦堡机械工厂股份公司和福伊特公司于1935年研制成功世界首台液力传动柴油机车——V140——并投入运用。这一类型的柴油机车较电传动机车结构简洁、重量轻，德意志国铁路对这种机车的表现十分满意，自此液传柴油机车成为德国铁路干线的主型机车。
第二次世界大战之后，柴油机车进入迅速发展的阶段。由于柴油机的性能和制造技术迅速提高，此外废气涡轮增压系统开始普及，柴油机车功率比二战前普遍提高了约50%。到了1950年代，柴油机车数量急骤增长，直流电力传动柴油机车和液力传动柴油机车呈现双线发展。1960年代，大功率硅整流器研制成功，并应用于铁路机车，出现了交—直流电力传动的柴油机车，功率水平进一步提高。随着电子技术的发展，联邦德国（西德）亨舍尔公司和瑞士勃朗-包维利股份公司（BBC）在1971年试制出功率1840千瓦的交—直—交流电力传动柴油机车（DE2500），从而为柴油机车的技术发展提供了新的途径。

## 傳動方式
與蒸汽引擎不同，柴油機車的內燃機需經傳動方能把動力輸出到其車輪上，當機車停下時，其引擎可繼續運作。依照動力傳動方式的不同，柴油機車又可分為電力傳動、液力傳動、和機械傳動三大類。

### 電力傳動

電力型柴油機結構

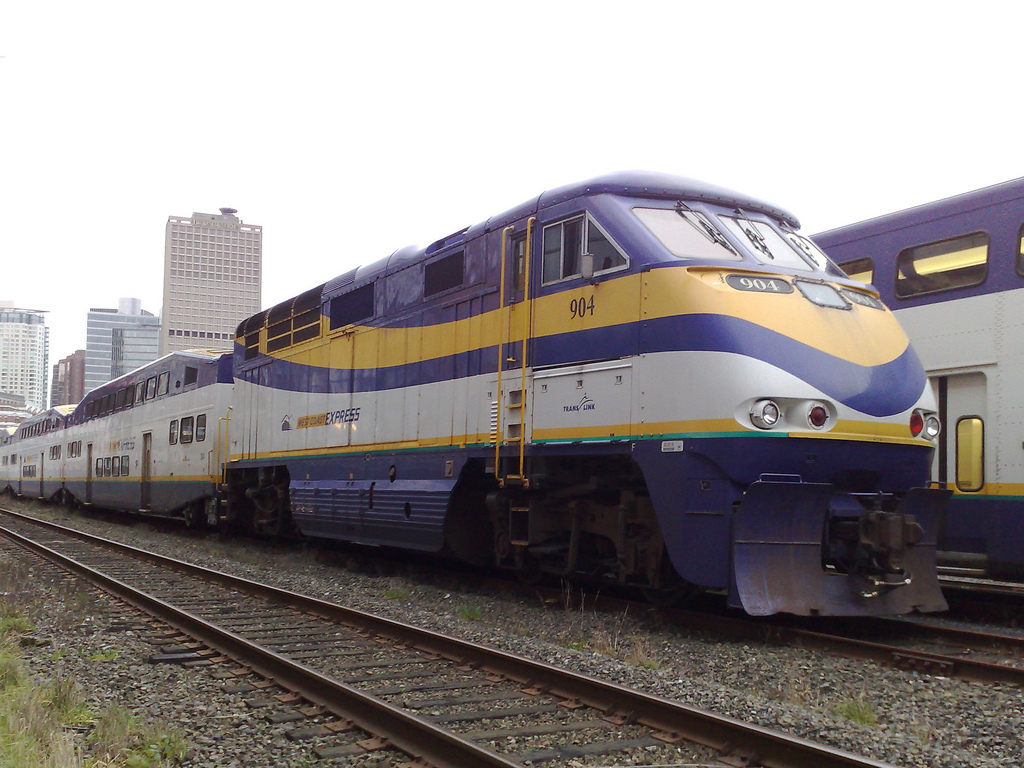
美國F59PHI型柴電機車

電力傳動柴油機車（Diesel-Electric），亦稱柴油電力式機車、或柴電機車，是把機車上柴油引擎带动發電機轉化成電力，再由牵引电动机帶動車輪转动。可以說，電力傳動柴油機車是自携發電機的電力機車。
在最初幾十年製造的柴電機車都使用调速简单的直流电动机來帶動車輪，但近年來交流电动机的使用有增加趨勢，因为交流牵引电动机比直流电动机结构简单，易于维护，功率更大，但是需要配搭技术要求和质量高的VVVF逆变器达到良好的调速性能。按照直流和交流模式，電力傳動又可再分为：
- 直流电力传动：牵引发电机和电动机均为直流电机。
- 交—直流电力传动：使用三相交流同步发电机，发出交流电经过整流器装置变为直流电，供应直流牵引电动机。
- 交—直—交流电力传动：使用三相交流同步发电机，发出交流电通过整流器变为直流电，电路中恒定直流电压通过逆变器调节其振幅和频率，将直流电逆变成变频调压交流电，供给交流牵引电动机。

制動（煞車）裝置方面，所有電傳動柴油机车都装有高效率的空气制动机，同时大部分也使用動態制動，在這個裝置下動能經由牵引电动机轉換成電力，電力再由電阻轉換成熱能後經由散熱裝置散去。动態制動能在山岳地區路線減少制動裝置使用及磨損，但在低速情況下則沒有顯著效果，仍需使用空气制动。
在美國，部分在紐約行走的柴電機車裝有第三軌配電設備。在市內設有第三軌的地方行走時可以從電網取電，以純粹電力機車方式運作，在郊區未電氣化的路段則使用柴油引擎發電，這種機車通常被稱為雙模式機車。至於日本的JR東日本則開發出整合柴油引擎發電機－大容量蓄電池－電動馬達的混合動力柴電列車（Hybrid Train，其中KiHa E200型是最早投入實用的一款），此種設計可以進一步提升柴電車輛的行車品質、降低油耗與噪音，是柴電動力列車的未來發展方向。

### 液力傳動

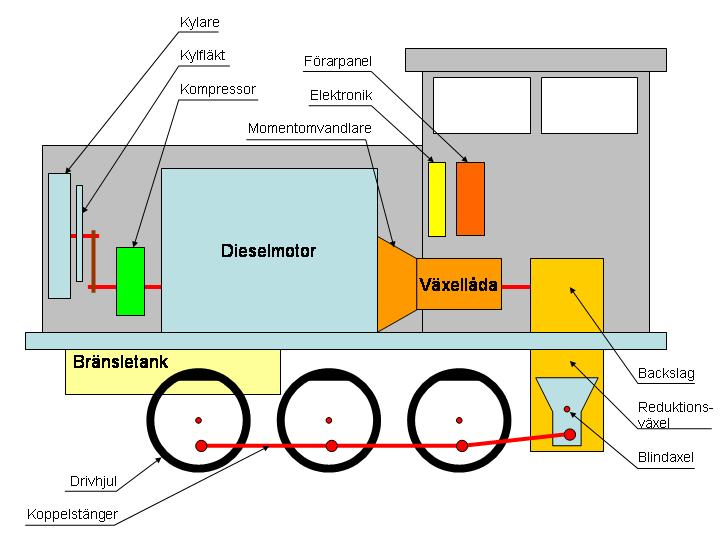
液力柴油機結構

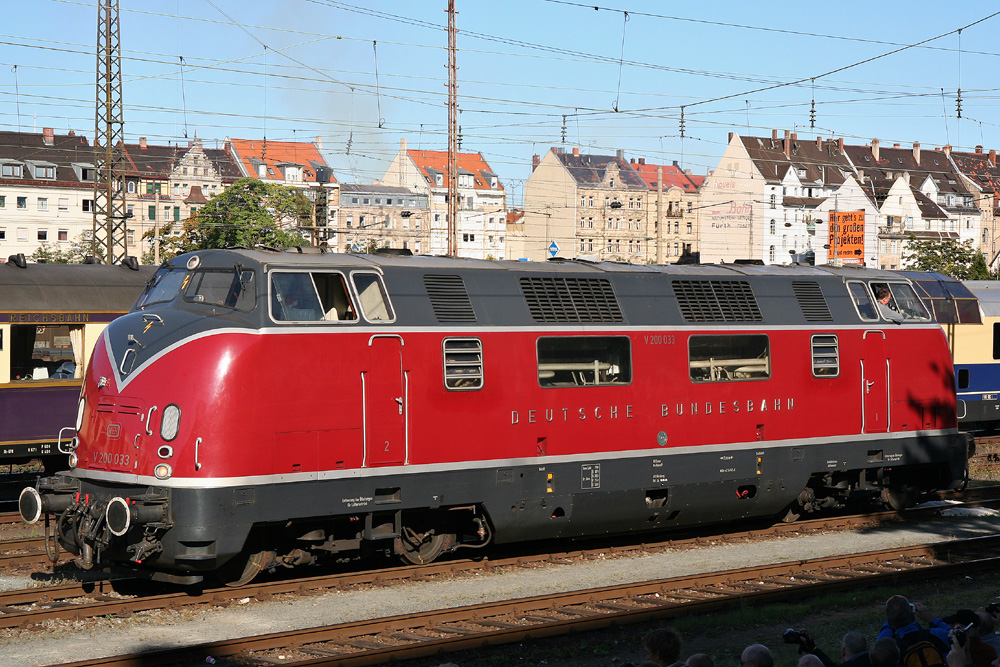
220型液力傳動車

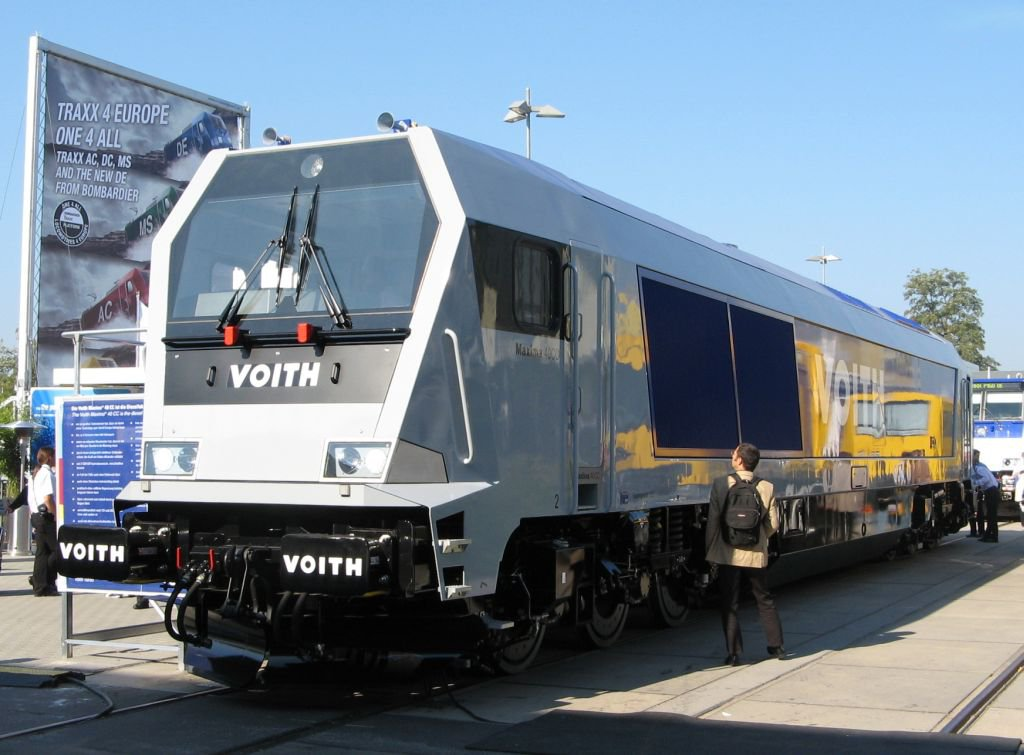
世界上首台功率达5000马力的液传柴油机车Voith Maxima 40cc

液力傳動柴油機車（Diesel-Hydraulic），亦稱柴油液力式機車、或柴液機車，使用液力變矩器（torque-converter），又称液力变扭器，用液力把內燃機的動力傳到車輪上。液力變矩器主要有三個浸在傳動油的部分：離心式油泵，渦輪及中間固定導輪。離心式油泵和內燃機曲轴相连，當內燃機轉動時，離心式油泵隨著轉動，把傳動油泵向渦輪，渦輪被傳動油帶動而旋轉，并带动導輪转动输出機械能，液力耦合器与輪轴用万向轴相连，令车轮转动。
液力传动的柴油机车结构较电传动机车简洁，重量轻，不像电力传动机车同时需要发电机，整流器／逆变器和电动机等部件才能运作。即在同样的机车重量下，液传机车的功率一般都比电传机车大。以中国的东方红3型（液传机车）和东风型（电传机车）为例，东方红3型重量为92吨，功率达1980kW；而东风型车重126吨，功率仅1500kW。而且液传机车不需要消耗电传机车电机设备所需要的大量铜金属，制造成本较低。另外，许多工矿企业使用液力传动柴油机车，因为电传动机车的发电机和直流牵引电机电刷会产生火花，容易引起易燃气体或粉尘的爆炸。
一般来说，液力傳動機車比電傳動機車效率稍高。当液力机车起动和低速运行时，变扭器中的涡轮转速很低，传动油对涡轮叶片的压力就很大，从而满足机车起动时牵引力大的需求；当涡轮的转速随着机车运行速度提高而加快时，传动油对涡轮叶片的压力也逐渐减小，正好满足机车高速运行时对牵引力小的需求，但因此也有加速慢的问题。所以柴油机发出的大小不变的扭矩，经过变扭器就能变成满足列车牵引要求的机车牵引力。在特定的负载条件下，液传机车的功率传递效率比电传机车略高。全负载情况下，液传的效率稍高于电传；半负载情况下，液传效率会进一步提升，而电传效率会进一步下降。功率越小，液力传动的优势就越明显，功率越大液力传动效率越低，依靠提高泵轮转速推高功率使变扭器发出高热，造成能量流失，这时电力传动更有优势。而且液力傳動柴油機車的功率难以提升，因为液力传动装置受到泵轮、变扭器箱体金属强度的限制，只能有限度承受并传递非常巨大的液压力。至2006年，德国福伊特公司才研制出世界上首台功率达5000马力的液传柴油机车Voith Maxima 40cc，但电传机车早在十几年前已达到同功率级别。早期的液传机车技术未成熟，故障率稍高。但液力变扭器传动装置本身没有磨耗零件，只要金属质量、精度达标，机车可靠性可以相当高，保养也更便捷。然而在同等功率下，液力传动的机车，耗油量要高出10~20%，经济性较差。
在铁路发展方向为重载和高速的国家，如中国和北美洲，大部分的柴油機車都是採用電力傳動，这是因为液传机车无法发展为单机大功率柴油机车。而在日本和欧洲，尤其是德国，以电力为主要牵引动力，客车普遍使用高速列车，柴油机车居于次要的位置，大多用于中速轻载或调车作业，对功率要求不高，而液传机车正拥有中低速牵引力较大的特点，所以这些国家的柴油机车主要为液力傳動。

### 機械傳動

機械型柴油機結構

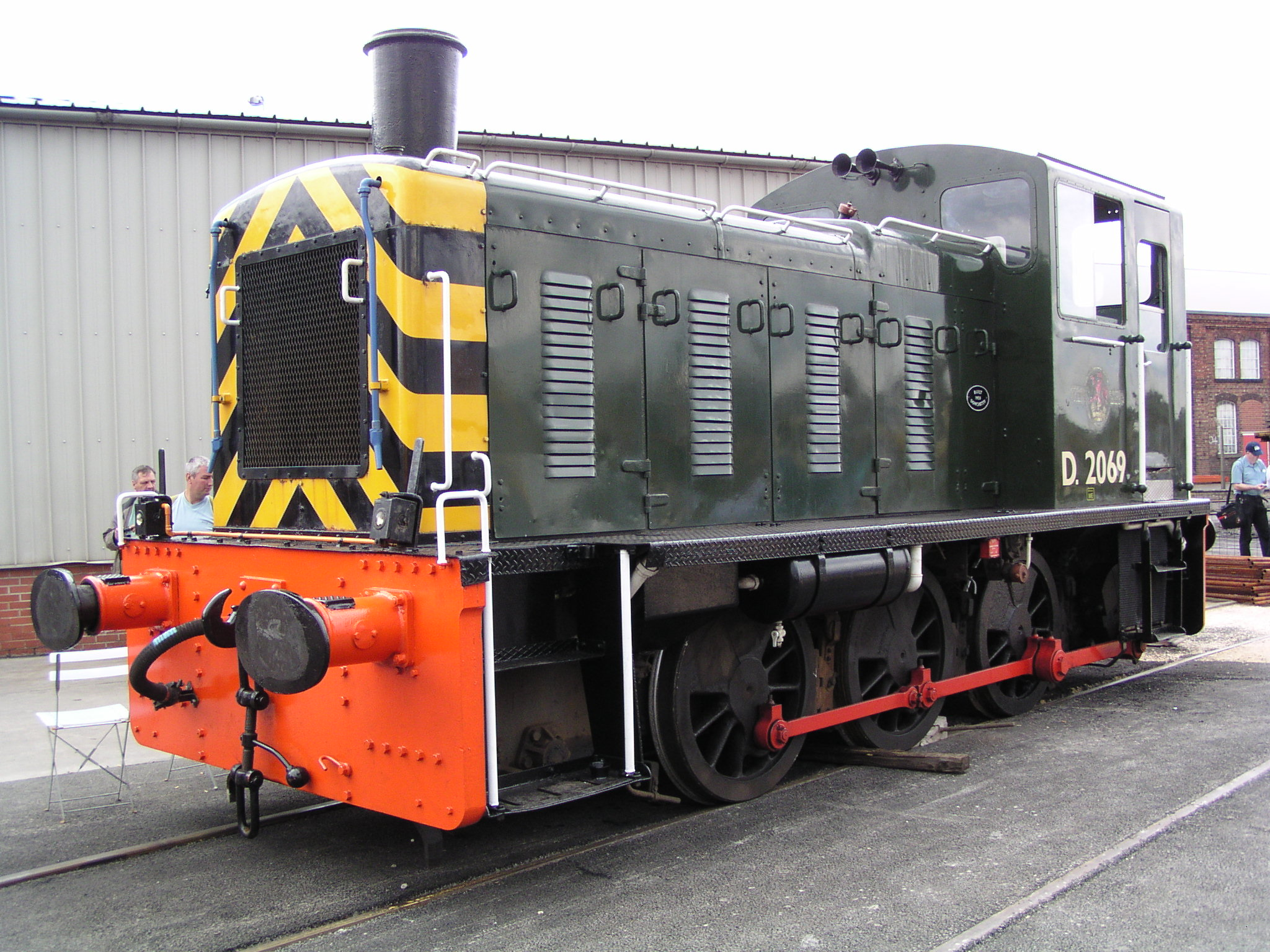
機械傳動的柴油機車British Rail Class 03型(1957)

機械傳動柴油機車（Diesel-mechanical）、像汽車的手動變速器一樣用變速箱和離合器。但机械结构的离合器难以承受高功率，而且变速箱结构就必然十分复杂和庞大，以增加排档数提供相对平稳的变速性能，所以機械傳動柴油機車功率通常很低，现时最高只有1500kW，传动效率低於液力传动和电力传动，所以機械傳動多用于轻型轨道车。1960年代匈牙利也曾经生产过NC系列機械（齿轮）傳動柴油动车组。

## 检修
柴油机车检修主要包含：
1. 内燃机（通常包含柴油机、调速器、增压器、水泵、机油泵等）检修
2. 走行部分（转向架）检修
3. 电氣設備（包含启动电机、主发电机、牵引电机、机车控制电器电路、微机部分）
4. 制动（制动机、制动管路、各类控制阀、风泵等）
5. 车体（包含构架、蒙皮、涂装、门、窗等）有待完善

## “内燃机车”与“柴油机车”的关系
因多数内燃机车使用柴油动力而使得很多人“内燃机车”与“柴油机车”两个词当作同义词而含糊的使用，但二者并非完全等同的关系。柴油机车是内燃机车的一种，而内燃机车不一定是柴油机车，比如“苯内燃机车”、“萘内燃机车”、“煤油内燃机车”、“汽油内燃机车”、“氢内燃机车”、“天然气内燃机车”、“煤气内燃机车”是内燃机车但不是柴油机车。

## 型號列表
- 龐巴迪TRAXX
- Eurorunner
- 西門子Vectron

## 参看
- 内燃机车
- 電力機車
- 柴聯車
- 中国柴油机车列表